# Alioune Badara Niang
Le colonel Alioune Badara Niang est un officier supérieur sénégalais et une personnalité politique, né vers 1944 à Guéoul dans la région de Louga, ayant exercé les fonctions de Haut commandant en second de la Gendarmerie nationale et directeur général du Port autonome de Dakar.

## Formation
Le colonel Niang intègre en 1970 l'École spéciale militaire de Saint-Cyr. Pendant cette période l'école est dirigée par le général de brigade Jean Richard.
De 1970 à 1972, il est élève-officier appartenant à la promotion "no 157 Général de Gaulle" tout comme les anciens CEMA ivoirien et congolais le Général Mathias Doué et le Général congolais Jean-Marie Mokoko, le défunt général Ilunga Shamanga chef d'état-major particulier du maréchal Mobutu et les officiers français suivants: le Général Bernard Périco, ancien commandant la Brigade de sapeurs-pompiers de Paris, le Général de corps d'armée Jean-Loup MOREAU actuel inspecteur de l'armée de terre et le Général Elrick Irastorza actuel chef d'état-major de l'armée de terre.
Il est aussi de la même promotion que les militaires sénégalais suivants : Babacar Gaye (ancien CEMGA), le colonel Mbaye Faye (ancien sous CEM), général Abdoulaye Dieng (ambassadeur du Sénégal en Guinée-Bissau) et l'intendant colonel Oumar Niang (attaché militaire au Maroc).
Parmi ces anciens à Saint-Cyr, on peut citer les militaires sénégalais de la promo 156 Général Gilles (1969-1971) suivants : Birago Diouf, Makha Keita (Directeur de l'Agence de Promotion du réseau Hydrographique National), Joseph Gomis, Papa Khalilou Fall, Chérif Alioune Bâ (ancien commandant des pompiers) et le général Pathé Seck (ancien Haut Commandant de la gendarmerie et ambassadeur au Portugal).
Sorti Lieutenant, il suit le Cours de perfectionnement des officiers subalternes à l'École d'application de l'arme blindée cavalerie de Saumur.

## Carrière
Entre 1975-1976, il est officier adjoint au commandant de la compagnie de gendarmerie de Diourbel.
Entre 1976-1978, il est officier adjoint au commandant de la compagnie de gendarmerie du Cap-Vert.
En 1978, il est commandant de l'escadron blindé.
Entre 1979-1989, il est chef de différentes divisions au sein de l'état-major général des armées.
Entre 1989-1990, il est commandant en second de la Gendarmerie mobile.
Entre 1990-1992, il est commandant en second de la Gendarmerie territoriale.
Entre 1992-1993, il est commandant de la Gendarmerie mobile.
Entre 1993-1994, il est commandant de la Gendarmerie territoriale
Entre 1994-1996 et 1997, il est inspecteur technique de la Gendarmerie nationale à l'Inspection générale des Forces armées
De janvier 1998 à mai 2000, il est nommé par le président Abdou Diouf Haut commandant en second de la Gendarmerie nationale
En mai 2000, il est nommé par le président Abdoulaye Wade directeur général du Port autonome de Dakar en remplacement du leader socialiste Pathé Ndiaye. C'est la première fois dans l'histoire du Sénégal qu'un officier d'active est nommé à la direction d'une entreprise publique. Dans le même décret un intendant colonel est nommé directeur de la Loterie nationale sénégalaise (Lonase).
De décembre de la même année à juin 2020, Alioune Badara Niang occupe le poste de président du conseil d’administration de l'assureur local Amsa assurances Sénégal.
Le colonel Niang est titulaire de plusieurs décorations nationales et étrangères.